# Язвицы (Владимирская область)
Язвицы — деревня в Гусь-Хрустальном районе Владимирской области России, входит в состав муниципального образования «Посёлок Золотково».

## География
Деревня расположена в 28 км на север от центра поселения посёлка Золотково и в 37 км на северо-восток от Гусь-Хрустального.

## История
Деревня впервые упоминается в окладных книгах Рязанской епархии за 1676 год в составе Польновского прихода, в ней было 12 дворов крестьянских.
В конце XIX — начале XX века деревня входила в состав Мошенской волости Судогодского уезда, с 1926 года — в составе Давыдовской волости Гусевского уезда. В 1859 году в деревне числилось 22 дворов, в 1905 году — 18 дворов, в 1926 году — 38 дворов.
С 1929 года деревня являлась центром Язвицкого сельсовета Гусь-Хрустального района, с 1940 года — в составе Воровского сельсовета, с 1954 года — в составе Крюковского сельсовета, с 1977 года — в составе Лесниковского сельсовета, с 2005 года — в составе муниципального образования «Посёлок Золотково».

## Население
| 1859 | 1905 | 1926 | 2002 |
| ---- | ---- | ---- | ---- |
| 106  | 127  | 192  | 24   |

| 1859 | 1905 | 1926 | 2002 | 2010 | 2021 |
| ---- | ---- | ---- | ---- | ---- | ---- |
| 106  | ↗127 | ↗192 | ↘24  | ↘18  | ↘16  |